# Кошки-Теняково
Кошки-Теняково (чув. Хирти Кушкӑ) — деревня в Буинском районе Татарстана. Административный центр Кошки-Теняковского сельского поселения.

## География
Находится в юго-западной части Татарстана на расстоянии приблизительно 13 км на юг по прямой от районного центра города Буинск у речки Чильча.

## История
Основана в XVII веке. В письменных источниках упоминается с 1859 года.

## Население
Постоянных жителей насчитывалось: в 1859 — 296 человек, в 1897 — 789, в 1913 — 995, в 1926 — 699, в 1938 — 762, в 1958 — 699, в 1970 — 731, в 1979 — 760, в 1989 — 361. Постоянное население составляло 324 человека (чуваши 97 %) в 2002 году, 306 — в 2010.